# المطلع شرح إيساغوجي
المطلع شرح إيساغوجي لشيخ الإسلام زكريا الأنصاري (ت 926هـ) هو شرح لمتن إيساغوجي في علم المنطق، جمع فيه خلاصة نافعة لأهم المسائل المنطقية المذكورة في المطولات، التي لا يستغني عنها باحث في العلوم العقلية خاصة. وهو من أوائل ما ألف الشيخ زكريا، فقد انتهى من تأليفه سنة 885هـ، ويتسم أسلوب زكريا الأنصاري بالاختصار، إذ يصل للمطلوب بعبارة مختصرة، مما يسهل الاطلاع على هذا الكتاب.

## الشروح والحواشي
مما يدل على القيمة العلمية الكبيرة لكتاب المطلع: اهتمام كثير من العلماء المحققين بتدريسه وإقرائه، وتناوله بالشرح أو التعليق، فمما كُتب على هذا الشرح:
- حاشية العلامة محمد بن عبد الله الخرشي (ت 1101هـ) أول من تولى مشيخة الأزهر الشريف.
- حاشية العلامة أحمد الملوي (ت 1181هـ).
- حاشية شيخ الأزهر حسن العطار (ت 1250هـ).
- حاشية الشيخ محمد عليش المالكي (ت 1299هـ).